# Ohio Scientific Inc.
Ohio Scientific Inc. (OSI) bila je američka tvrtka koja je proizvodila mikroračunala između kasnih 70-ih i ranih 80-ih godina 20. stoljeća. Tvrtku su osnovali Michael i Charity Cheiky godine 1975. u gradu Hiram, Savezna država Ohio.

## Proizvodi
Osnova svih OSI proizvoda bili su mikroprocesori MOS 6502, dok je proizvod Challenger III imao tri mikroprocesora (MOS 6502, Z 80, i 6800). Tvrtka je svim svojim kupcima isporučivala sisteme s kompletnim elektronskim šemama.
- OSI Model 500 (rano jednopločno računalo bez grafičkog kontrolera)
- Superboard II
- Challenger 1P
- Challenger 2P
- Challenger III
- Challenger 4P
- Challenger 8P

ROM je sadržavao inačicu Microsoft BASIC-a i čitač za kazete. Sustavi s diskom imali su jednostavan DOS koji nije imao imena za datoteke, već samo broj trake na disku. Korisnike se savjetovalo da ne pišu ništa na traci 40 koja je trebala biti mjesto za direktorij koji se trebao pisati ručno. Disketni su sustavi bili smatrani boljima od kazetnog, koji je imao brzinu od 1200 bauda.
Na sustavu Challenger III bilo je moguće imati jedan od tri operacijska sustava s boljim[nedostaje izvor] DOS-om: OSI CP/M, OS-65D, i OS-65U.